# Innisfree

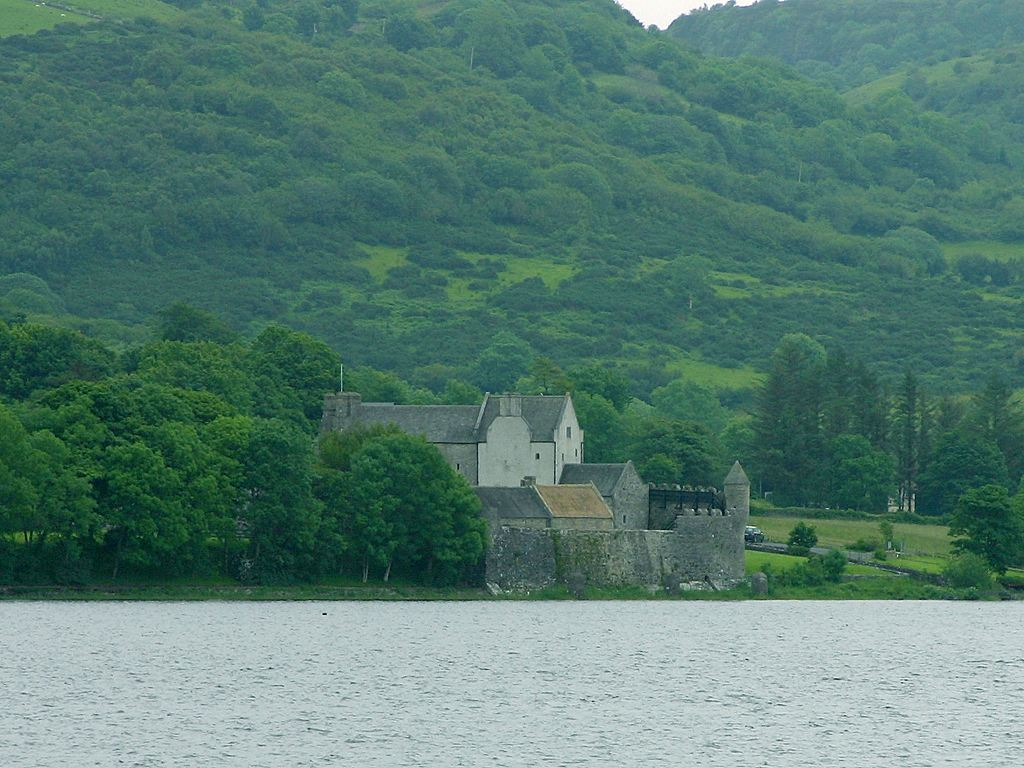
Várkastély a Gill-tó partján

Innisfree (angolul The Lake Isle of Innisfree) apró erdős sziget Írországban, a Gill-tavon, mintegy három kilométerre délkeletre Sligo megye székhelyétől, Sligo várostól.
A szigetecskét William Butler Yeats egyik legismertebb korai verse (1888) tette híressé, amely címként a sziget nevét viseli. A költő még gyermekként sokat járt itt. A szigetet a vers a természeti idill, a csend, az elvonultság, a boldog magány szimbólumává tette.
Yeats a szigettől néhány kilométernyire északkeletre fekvő Drumcliffe faluban nyugszik.
Versén keresztül Innisfree Írország jelképévé is vált.

## A vers
Ez a korai vers már Yeats saját hangján szól, de a költő innen még nagy utat tett meg. A vers egyes kevésbé természetes nyelvi fordulatait, mint Yeats maga írta, később már nem használta volna (de nem tagadta meg a verset).
Ezt írta később, az ifjúkorában Londonban töltött időkre emlékezve: „Még mindig bennem volt az a tizenéves koromban kialakult vágy, hogy Thoreauhoz hasonlóan az Innisfreen éljek, a Lough Gill kis szigetén, és honvágytól gyötörten a Fleet Streeten sétálva vízcsobogást hallottam meg és egy kirakatban szökőkutat pillantottam meg, amelynek vízsugarán ki labda egyensúlyozott, és a tó vizére emlékeztem vissza. Egy hirtelen visszaemlékezésből született »Innisfree« versem, az első lírai darab amelynek ritmusában már benne volt a saját zeném. A szónokiasságtól menekülve és a tömeg érzetétől, amit a retorika felidéz, lazítottam a ritmuson, de még csak halványan és elszórtan értettem meg, hogy saját speciális céljaimra nem használhatok mást, mint a köznapi nyelvtant. Néhány évvel később már nem írhattam volna az első sorban szereplő konvencionális archaizmust – »Arise and go« – sem az utolsó versszak fordított szórendű részét.”
A vers Yeats második kötetében jelent meg, amelyet 1883-ban adtak ki The Rose („A rózsa”) címen. Jobbára hexameterekben íródott, laza jambikus ritmusban, minden versszak végén tetrameterré rövidített negyedik sorral. A hexametert egyébként Yeats nagyon ritkán alkalmazta. A vers minden ríme tiszta rím, nyoma sincs a Yeatsre később annyira jellemzővé váló félrímeknek:

### A szöveg

#### Az eredeti szöveg
The Lake Isle of Innisfree
I WILL arise and go now, and go to Innisfree,
And a small cabin build there, of clay and wattles made;
Nine bean rows will I have there, a hive for the honey bee,
     And live alone in the bee-loud glade.
And I shall have some peace there, for peace comes dropping slow,
Dropping from the veils of the morning to where the cricket sings;
There midnight's all a glimmer, and noon a purple glow,
     And evening full of the linnet's wings.
I will arise and go now, for always night and day
I hear lake water lapping with low sounds by the shore;
While I stand on the roadway, or on the pavements gray,
      I hear it in the deep heart's core.

#### Egy magyar fordításban
Felserkenek én immár s Innisfree-be megyek,
sárból-ágból magamnak kunyhót építek én,
lesz ott kilenc bab-indám s kaptárban méh-sereg
s csak én: zümmös tisztás közepén.
Lesz békém egy kevéske, mint lassú csönd, lehull,
csöppenti reggel fátyla, s ott tücsök-szó se rest,
hol pisla fény az éjfél, s a dél bíbora gyúl,
s száll zöldike-szárnyon az est.
Felserkenek én immár, hisz nappal s éjein
tavam csobogni hallom halk hangon partokon,
megállok zajos úton vagy szürke szélein,
s a szív csobog s én hallgatom.
(Erdődi Gábor fordítása)

## A filmbeli Innisfree

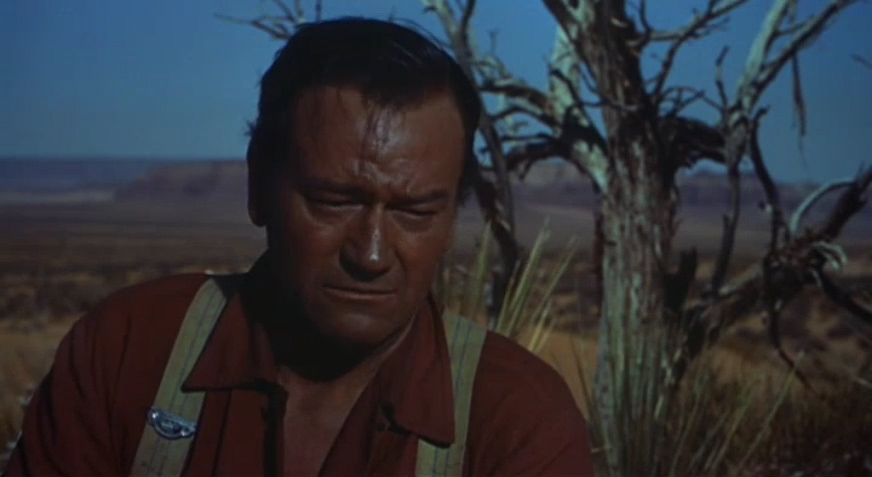
John Wayne

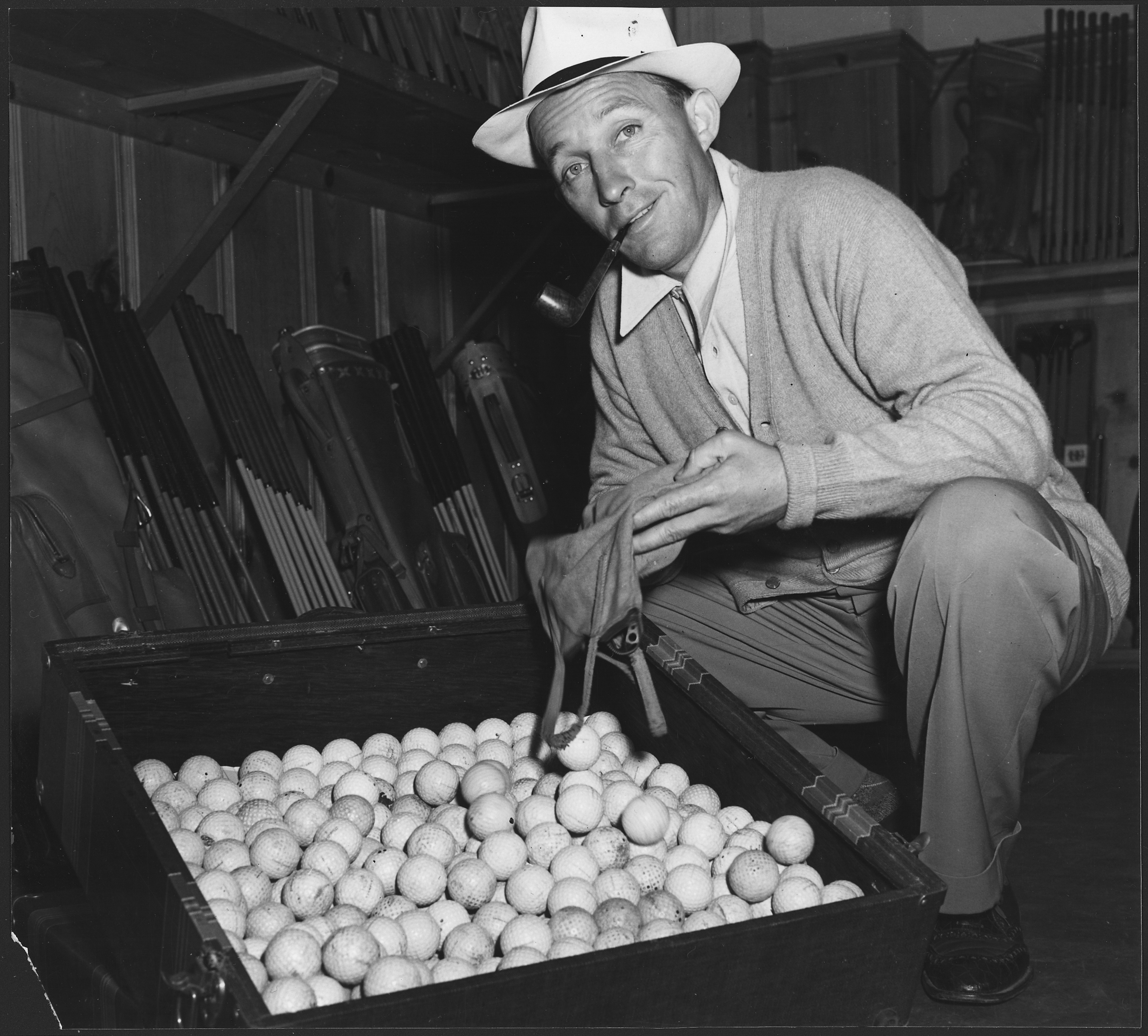
Bing Crosby

Az 1952-es Oscar-díj nyertes, John Wayne és Maureen O’Hara főszereplésével készült The Quiet Man („A csendes ember”) című film egy ír városban, Innisfreeben játszódik. Valójában nincs ilyen város és a szigeten sincs település. A filmet az ír Mayo és Galway megyékben forgatták.

### A dal
Dick Farrelly 1949-ben írt dalt The Isle of Innisfree („Innisfree szigete”) címmel. 1952-ben Bing Crosby egyik leghíresebb dala lett és John Fordnak annyira megtetszett, hogy ezt választotta filmje zenéjének alaptémájává. Az eredeti dalszövegben Innisfree magát Írországot jelképezte. A dal az 1982-ben készült E. T. című filmben is felhangzik.

## Külső hivatkozások
- Kis léptékű térkép a sziget helyéről Archiválva 2007. március 11-i dátummal a Wayback Machine-ben